# Rob Bowen
Pour les articles homonymes, voir Bowen.
Rob McClure Bowen (né le 24 février 1981 à Bedford, Texas, États-Unis) est un receveur de baseball qui a joué en Ligue majeure de 2003 à 2008.